# Henri Labeyrie
Pour les articles homonymes, voir Labeyrie.
Henri Labeyrie, né le 31 août 1844 à Aire-sur-l'Adour et mort le 15 juin 1901 à Paris 16e, est un homme politique français premier président de la Cour des comptes de 1900 à 1901. Il est le père d'Émile Labeyrie.

## Biographie
Henri Labeyrie est un haut fonctionnaire de l'administration des finances qui, après plusieurs postes en province, dont celui de percepteur à Nantes, fut nommé directeur général de la Caisse des dépôts et consignations en 1888 puis gouverneur général du Crédit foncier en 1895 et premier président de la Cour des comptes en  1900.

## Distinctions
- Commandeur de la Légion d'honneur